# BAE системс хок
BAE системс хок је британски једномоторни, напредни млазни авион за обуку пилота. Први пут је летео у 1974. години, као Хокер сидли хок, а потом је преименован у духу ново наслеђеног ауторског предузећа, BAE системс. Основна намена му је обука пилота, а секундарна као јефтинији борбени авион.
Користи га Краљевско ратно ваздухопловство, као и знатан број иностраних ваздухопловстава, укупно преко 18 корисника. „Хок“ је још увек у производњи у Уједињеном Краљевству и по лиценци у Индији. До 2012. године је укупно произведено преко 900 примерака, у великом броју варијанти.
Између осталих, користи га и Америчка морнарица у варијанти Т-45 гошек.

## Развој

### Почетак
Британско ратно ваздухопловство је поставило захтев 1964. године (АСТ 362), за развој и производњу новог брзог млазног школског авиона, ради замене Фоланд гната. Првобитно је за ту улогу био намењен Јагуар, али је убрзо закључено да ће то бити сувише сложен авион за обуку, па су само мали број купили његових двоседиа. Сходно томе, у 1968. години, Хокер сидли авијација (HSA) је започела студије за једноставнији авион, у почетку као интерни пројекат (SP 117). Тај пројектански тим је предводио Ралф Хупер.
Хок T1
Овај пројекат је финансиран интерно од саме компаније, у очекивању могућег интереса британског ваздухопловства. Пројекат је замишљен као авион двосед, са тандем седиштима и са борбеним способностима, поред обуке, посебно због повећања извозног потенцијала. До краја године, (HSA) је поднела оформљен комплетан предлог Министарству одбране, на основу направљеног концепта пројекта, а почетком 1970. је ваздухопловство дефинисало тактичко-техничке захтеве под ознаком (AST 397). Са тиме је формализована дефиниција новог школског авиона и за обуку пилота. Ваздухопловство је поставило свој захтев HS.1182 1. октобра 1971. године, а главни уговор, потписан је за 175 примерака авиона у марту 1972.
Прототип авиона, полетео је 21. августа 1974. године. Све активности развоја авиона су се одвијале без кашњења. Програм се комплетно одвијао по плану, у складу са намењеним буџетом. Хок T1 је уведен у оперативну употребу британског ваздухопловства крајем 1976. године. Први авион, за извоз Хавк 50, полетео је 17. маја 1976. године. Ова варијанта је специјално пројектована за двоструку намену, лаке борбене задатке и напредни „тренер“. Повећан му је капацитет и асортиман наоружања, у односу на варијанту Хок T1.
Већи број варијанти „хока“ је уследило, заједничким побољшањима основног пројекта, најчешће са захтевом повећања долета, интеграције јачег мотора, репројектовања крила и стајног трапа, додавањем радара и система FLIR, GPS навигације, и опреме за ноћно осматрање. Касније су варијанте развијене и произведиле су се, са великим избором опција опреме и компатибилних система у односу на индивидуалне захтеве купаца, функционалност кабине је често преуређивана и програмирана да задовољи више заједничких захева за главну намену обуке пилота и повећање њеног квалитета.
Америчка морнарица је изабрала варијанту насталу из извозне варијанте Хока 60 1981. године, за свој нови школски авион. Носилац развоја и производње те варијанте је америчка фирма Даглас, а авион је добио ознаку Т-45 гошек. Пројектом је ојачан стајни трап, за услове слетања на палубу носача авиона, са већом вертикалном брзином пропадања. Авион Т-45 гошек је ушао у оперативну употребу 1994. године, а први испоручени имају аналогне показиваче у кабини, а касније се прешло на електронске дигиталне (енгл. Glass cockpit). Планирано је да се све летилице ретроактивно доведу на тај исти савремен стандард опремања.

### Наставак развоја
Главни конкурент „хоку“ за извоз је Алфа џет, што је ваздухопловни експерт Џон Тејлор (енгл. John W. R. Taylor) прокоментарисао: 
| „ | Европа мора да избегне непотребну конкуренцију, коју има BAE системс хок и Алфа џет, да се међусобно не боре на светском тржишту. | ” |

 До почетка 1998. године, укупно је продато 734 примерака „хока“, од чега више од 550 за иностране купце. Војни купци су често „хока“ наменили за замену старијих борбених авиона, као што су BAC стрикместер, Хокер хантер и A-4 скајхок.

Током осамдесетих и деведесетих година 20. века, Бритиш аероспејс, наследник компаније Хакер сидли, покушавао је да закључи уговоре са иностраним купцима за авион Панавија торнадо, међутим земље као што су Тајланд и Индонезија, показале су већи интерес за „хока“ у односу на „торнадо“. Сматрали су да је „хок“ погоднији и бољи авион за њихове потребе. Малезија и Оман су отказали своје уговорене поруџбине „торнада“, почетком 1990. године, како би уместо њих набавили „хока“. Ваздухопловни експерти Норман Полмар (енгл. Norman Polmar) и Дан Бел (енгл. Dana Bell) изјавили су за „хока“: 
| „ | Од многих сличних пројеката који се надмећу за престиж на светском тржишту, „хок“ је без премца у перформансама, као и у реализованој продаји. | ” |

Министарство одбране, склопило је уговор са фирмом BAE системс, 22. децембра 2004. године, за развој напредне варијанте „хока“ за британско ваздухопловство. Модернизована варијанта је означена Хок 128, или као Хок Т2, код које су замењени конвенционални инструменти са електронским дигиталним приказивачима (енгл. Glass cockpit), тако да више личи на модерни борбени авион, као што је Јурофајтер тајфун. У октобру 2006. године, потписан је уговор у висини од 450 милиона британских £ (фунти), за производњу 28 примерака Хок 128. Први лет авиона Хок 128 догодио се 27. јула 2005. године, на сопственом аеродрому BAE системс, Вортон аеродром.
Према саопштењу фирме BAE системс, до јула 2012. године, продали су скоро 1.000 примерака авиона хок, што је настављено. У јулу 2012. године, аустралијски министар одбране, Стивен Смит је потврдио да ће њихови авиони Хок 127 бити надограђени на стандард, сличан као што је код британског Хок 128. Америчко ратно ваздухопловство, такође намерава да замени своје надзвучне авионе за обуку Нортроп T-38 талон, са британском варијантом Хок 128.

## Пројекат
„Хок“ је напредни авион за обуку пилота, двосед са тандем седиштима у кабини, нискокрилац и са једним двопроточним турбомлазним мотором. За разлику од многих претходних авиона за обуку, у оперативној употреби британског ратног ваздухопловства, „хок“ је посебно пројектован за ту намену. BAE системс је развио авион са високим употребним капацитетом, као и мањим набавним и оперативним трошковима, у односу на претходне авионе из те категорије, попут Џет провост (енгл. Jet Provost. Пилоти хвале „хока“, за његову агилност, лако руковање и одличне перформансе.
Конструкција трупа му обезбеђује значајно надвишење између два седишта у кабини, због добре прегледности из задње, за ефикасност инструктора. Ово је веома важна карактеристика за школски авион, због потребе за добру видљивост инструктора, из положаја на задњем седишту. Оба седишта су Мартин-Бејкер Mk.10, избацива су ракетним лансирањем и у условима нулте бузине и висине лета. Бочни усисници су изнад кореног дела крила, снабдевају ваздухом двопроточни турбомлазни мотор Адур. Током развоја авиона, BAE системс је блиско сарађивао са Ролс-Ројсом, на проблема смањуја потрошње горива мотора и за постизање високог нивоа његове поузданости.
Чак и у оквиру фаза развоја, предвиђала се варијанта једноседа „хока“, са наменом за дејства ваздух-земља. Обе варијанте (за обуку и борбена, развијене су за извозно тржиште. Код једноседа Хок 200, простор предњег седишта је искоришћен за смештај допунске опреме и система, укључујући и рачунар за управљање ватром. Интегисани су вишенаменски радар, ласерски даљиномер и FLIR великог домета. Неки купци, као што су Малезија, имали су велике измене у свом авиону, укључујући и систем за пуњење горивом у лету.
„Хок“ је пројектован тако да буде покретан и да може постићи брзине еквивалента Маховом броју од 0.88 у хоризанталном лету, а у понирању Махов број од 1,15, чиме ученицима омогућује искуство лета у крозвочној облати брзина, пре преласка на надзвучни „тренер“ (двосед). Структура „хока“ је веома издржљива и робусна, подноси нормална убрзања од +9 / -4 g, док је уобичајена граница у британском ваздухопловству +7,5 / -4 g. Поседује двоструки, истоветан хидраулични систем, чије пумпе погони мотор. Ови системи снабдевају хидропокретаче, за погон закрилаца, аеродинамичке кочнице и стајног трапа, заједно са командама лета. Помоћни (трећи систем) снабдева хидро пумпа погоњена ваздушном турбином, која се извлачи у случају потребе из контуре трупа. Служи да обезбеди резервну хидрауличну снагу за снабдевање команди лета, у случају квара мотора или истовременог отказа оба главна хидросистема.
„Хок“ је пројектован тако да носи подтрупни контејнер, или два подкрилна са уграђеним топом, као што је ADEN калибра 30 mm и укупно четири подкрилна носача за опремање наоружањем, резервоарима са горивом и контејнерима са опремом. Опремљен је са ракетама ваздух-ваздух AIM-9 сајдвиндер. У раним деведесетим годинама 20. века, „хок“ је наоружан са против-бродском ракетом Си игл, у опцији BAE системса за извоз.

## Оператвна историја

### Велика Британија
„Хок“ је уведен у оперативну употребу британског ваздухопловства, у априлу 1976. године, замењујући Фоланд гнат и Хокер хантер за школовање и борбену обуку пилота. Хок Т1 је основна верзија коју користи британско ваздухопловство, чије су испоруке почеле у новембру 1976. године. Најпознатији корисници „хока“ је акробатска група Ред аровс (енгл. Red Arrows), где је уведен у употребу, 1979. године.
Од 1983. до 1986. године, неки су авиони „хок“ опремљени као пресретачи малог долета. Модификована су 88 примерка Хок Т1, да носе по две ракете ваздух-ваздух AIM-9L сајдвиндер, поред топа ADEN, калибра од 30 mm, у подтрупном контејнеру. Ови репројектовани авиони су обележени као Хок Т1А. У ратним условима, они би имали намену да сарађују са Торнадом F3, у задацима пресретања. Торнадо F3 би им помагао са својим радарским претраживањем и подацима, као и софистицираним навигационим системима, за навођење против непријатељских циљева.
„Хок“ је заменио британски авион Канбера, на задацима подршке. Британска морнарица је преузела десетак примерака Хока Т1/Т1А из ваздухопловства, они се такође користе у задацима подршке, често се с њима спроводе симулирана борбена обука напада бродова на мору.
Током последње две деценије двадесетог века, модификовани су трупови 80 примерака авиона Хок Т1/1А. Делови централног и задњег сегмента трупа су у потпуности замењени, па је укупно авиону повећан оперативни век. Побољшани авиони, под ознаком Хок Т2, испоручени су ваздухопловству У 2009. години и са њим су замењени старији Хок Т1. Обука на Хоку Т2 је почела у априлу 2012. године.
У августу 2011. године, пилот Ред аровса је погинуо, при паду његовог „хока“. Испитани и прегледани су сви авиони Хок Т1, као мера предострожности, а враћен им је летни статус, после неколико дана.

### Финска
У јануару 1978. године, Британија и Финска најавиле су договор, у коме је финско ваздухопловство требало да набави 50 примерака авиона Хок 50, у 1980. Ови авиони су произведени по лиценци у Финској. Финском ваздухопловству је забрањено по финско-совјетском споразуму из 1948. године, да поседује више од 60 примерака ловачких авиона из прве линије. Набавком „хокова“, који нису у категорији ловаца већ се рачунају као школски авиони, оперативни капацитет се могао повећати, док се споразум поштује. Ови услови су поништени при распаду Совјетског Савеза.
Седам додатних примерака Хок 51А је испоручено у периоду 1993—1994. године, у функцији надокнаде губитака. У јуну 2007. године, Финска се договорила да купи још 18 примерака Хок 66 од швајцарског ваздухопловства, за 41 милион евра, који су испоручени у периоду 2009—2010. године. Фински су „хокови“ наводно наоружани са руским ракетама ваздух-ваздух Р-60. Финско ваздухопловство користи „хокове“ и за групу акробатског летења.
Због пораста нивоа замора материјала структуре, 41 од укупно 67 примерака „хока“ Финске флоте биће повучено из службе, између 2012—2016. године. Преостали авиони су млађи и самим тим очекује се да ће летети до 2030. године. У 2011. години, фински авиони Хок 51 и Хок 66, надограђени су, укључујући и нове дигиталне приказиваче у кабини и нови софтвер.

### Индија
Хок 132 је формално уведен у оперативну употребу индијског ратног ваздухопловства 23. фебруара 2008. године. То је била једна од најзначајнијих дуготрајних набавки у историји Индије, пошто је две деценије прошло између почетног интересовања и потписивања уговора, 26. марта 2004. године. Индијско ваздухопловство је добило 24 авиона директно из производње BAE системса, са испорукама које су почеле у новембру 2007. године. Наредна 42 примерка авиона „хок“ произведена су по лиценци, у њиховој ваздухопловној индустрији, у периоду од 2008. до 2011. године. У фебруару 2008. године, Индија је поручила још 57 примерака авиона „хок“, 40 за ваздухопловство, а преосталих 17 за морнарицу. На тај начин је Индија, после Британије, постала највећи корисник авиона „хок“.
У јулу 2010. године, било је најављено да ће индијско ваздухопловство и морнарица примити додатних 57 авиона. Планирано је да ти додатни авиони буду произведени у Индији, настављено по освојеној лиценци од BAE системс. Индијска ваздухопловна индустрија и GE авијација, 10. фебруара 2011. године, потписали су уговор, по којем се GE авијација обавезује да у наредних 30 година одржава индијску флоту авиона „хок“. У децембру 2011. године, BAE системс је добио уговор за обезбеђење резервних делова и за подршку на терену, за индијске авионе „хок“.

### Индонезија
Индонезија, настојећи да повећа своје ваздухопловне снаге и борбене могућности, закључује први од више наредних уговора за набавку авиона типа „хок“, у априлу 1978. године. Индонежанско ваздухопловство се опремило са више од 40 примерака тога типа авиона, у периоду од 1980. до 1990. године. У јуну 1991. године, BAE системс и Индонежанско ваздухопловство, потписали су основни уговор за заједничку производњу „хока“, као и за предвиђену наруџбину. Даљи извоз „хока“ је блокиран због забринутости око људских права у Индонезији, посебно у Источном Тимору.
Током деведесетих година 20. века, наводи се податак да су авиони „хок“ коришћени у индонежанској окупацији Источног Тимора, вероватно већ 1983. године. Наводни напади тих авиона на цивиле у Тимору, генерише значајну контроверзу у Британији. У јануару 1996. године, четири демонстранта, провалили су у фабрике BAE системса и направили су штету од 1,5 милион британских фунти, везано за протест због испоруке авиона Индонезији. У судском процесу, сва четворица су ослобођени јер је порота прихватила њихов аргумент „да су користили разумну силу, у циљу спречавања злочина“.

### Зимбабве
У 1980. години, 12 примерака авиона Хок 60/60А, купило је Ратно ваздухопловство Зимбабве. Куповина је подржана кредитом Велике Британије, у висини од 35 милиона фунти. Уговор обухвата и испоруку једног броја половних авиона Хокер хантер. У јулу 1982. године, најмање један „хок“ је уништен на земљи и три су теже оштећена током побуњеничког напада на ваздухопловну базу.
Зимбабвеови „хокови“ су коришћени током Другог конгоанског рата, бројни ваздушни удари су спроведени у подршци конгоанске војске против Руанде, Уганде и побуњеничких снага од 1998. до 2000. године. У 2000. години, контроверза војне интервенције Зимбабвеа у Конгу и лошег стања људских права, довело је да Британија заведе тотални ембарго на све испоруке у обе земље, укључујући и резервне делове за „хок“.

### Остали
Током осамдесетих година 20. века, продаја 63 примерка „хока“ Ираку, сматрана је приоритетом британске владе. Док је предлог имао своје присталице у ваздухопловној индустрији, у другим сегментима британског друштва је изазвао контроверзе, као начин помагања ирачке политике, у односу на суседе, опозицију и Курде. Постојала је забринутост да би потенцијално ирачани могли „хок“ наоружати хемијским оружјем. Након значајне расправе, продаја је блокирана. У 2010. години, Ирак је ушао преговоре са BAE системсом, о уговору за набавку до 21 примерка авиона „хок“.
Саудијска Арабија се договорила о набавци авиона типа „хок“ за наоружавање свога ваздухопловства, укупно 50 примерака у 2011. години. Набавка је реализована са два уговора, закључена у 1985. и 1994. године. У августу 2012. године, уложено је око 800 милиона долара за набавку 22 примерка авиона „хок“. Намера је била да се замене старије варијанте тога типа авиона у Саудијском ратном ваздухопловству. Такође, Саудијско ратно ваздухопловство има агробацку групу опремљену са авионима „хок“.
Преговори BAE системса и ваздухопловства Јужне Африке, почели су 1993. године, за обнављање авијације. До 2004. године, почела је производња авиона „хок“ у Јужној Африци, по лиценци, купљеној од BAE системса. Први властити јужноафрички „хок“, из серије од 24 наручених примерака, направио је прву лет 13. јануара 2005. године.

## Варијанте
BAE системс хок је развијен и производи се у 18 варијанти, према захтевима и потребама купаца, а и према политичким оквирима за дозволе нивоа преноса технологије. Број произведених авиона „хок“, по варијантама приказан је у доњој табели, са насловом „Табеларни преглед укупног броја произведених авиона „хок“ (до 2012.)“. Наоружање и сензори су такође приказани у табели, са насловом „Опремање авиона BAE системс хок, по корисницима“.

### Хок T1
Хавк Т1 је основна варијанта, коју користи британско ваздухопловство, почевши оперативну употребу и њихов пријем у новембру 1976. године. Укупно је ваздухопловство примило 176 примерака у овој варијанти.

### Хок T1A
Хок T1A је модификован Хок T1, намењен да замени Хокер хантера у тактичким јединицама за подршку британског ваздухопловства. Варијанта Хок T1A се користи у акробатској групи Ред аровс (енгл. Red Arrows), где се на подрупни носач подкачињање генератор дима у боји, за побољшање акробацких ефеката, уместо контејнера топа.

### Хок 50
Хок 50 је варијанта настала од оригиналне, за потребе ваздухопловстава Финске, Индонезије и Кеније.
- Хок 51 - Извозна је варијанта, за финско ваздухопловство.[85]
- Хок 51A - Извозна је варијанта, за финско ваздухопловство са мотором Адур 851 и са модификованом структуром и крилом.[86]
- Хок 52 - Извозна је верзија, за кенијско ваздухопловство, са испорукама од 1980. до 1981. године. Поседује кочни падобран.[87]
- Хок 53 - Извозна је верзија, за индонежанско ваздухопловство, испоручени су између 1980. и 1984. године.[86]

### Хок 60
Варијанта, која замењује породицу Хок 50. Намењена је за конверзију и борбене обуке. Наоружање овог авиона је повећано. То је двосед, са унапређеним мотором Адур 861, способним да постигне брзине на оптималној висини од 1.028 km/h, што одговара Маховом броју = 0,84. Из ове варијанте је изведен и амерички морнарички авион Т-45 гошек.
- Хок 60 - Извозна је варијанта за ваздухопловство у Зимбабвеу. Ови авиони су опремљени кочним падобраном и обезбеђено им је ношење извиђачког контејнера, а испоручени су између јула и октобра 1982. године.[89]
- Хок 60А - Такође су продати Зимбабвеу, а испоручени су између јуна и септембра 1992. године.[89]
- Хок 61 - Извозна је варијанта за Уједињене Арапске Емирате, испоручени су од марта до септембра 1983. године и један у 1988.[85]
- Хок 63 - Такође је извозна варијанта за Уједињене Арапске Емирате, испоручени су између октобра 1984. године и маја 1985.[90]
- Хок 63А - 15 примерака Хок 63 су надограђени на овај стандард, од октобра 1991. године, са мотором Адур 871 и напредним борбеним крилом стандарда са авиона Хок 100, са четири спољња носача наоружања и „нултим“ ракетним шинама, али задржавајући једноставнију опрему Хока 63.[90][91]
- Хок 63C - Четири нова произведена авиона по стандарду Хок 63А, продати су Емиратима као наставак сарадње, а испоручени су у 1995. године.[90]
- Хок 64 - Извозна је варијанта, за Кувајтско ваздухопловство, а испоручени су од 1985. до 1986. године.[92]
- Хок 65 - Извозна је варијанта, за Саудијско ваздухопловство, са испорукама од августа 1987. до октобра 1988. године.[93][94]
- Хок 65А - Побољшан стандард за Саудијску Арабију као део наставка сарадње.[93][94]
- Хок 66 - Извозна је варијанта, за Швајцарско ваздухопловство, испорука је била од новембра 1989. до октобра 1991. године.[95]
- Хок 67 - Извозна је варијанта, за ваздухопловство Републике Кореје, са испоруком до новембра 1993. године. Са продуженим носним делом трупа авиона Хок 100, да би примио опрему и систем за управљање носним точком.[87]

### Хок 100
Хок 100 је породица варијанти двоседа, са напредним наоружањем и са додатном опремом, опционо поседује инфрацрвене сензоре, са репојектованим је крилом и користи систем команди лета HOTAS (енгл. hands on throtle and stick).
- Хок 102 - Извозна је варијанта, за Уједињене Арапске Емирате. Испорука је реализована између априла 1993. и марта 1994. године.[90][93]
- Хок 103 - Надограђен у борбени авион и за обуку у ваздухопловству Омана. Опремљен је системом FLIR и ласерским мерачем даљине уграђеним у проширеном носном делу трупа, BAE скај гардијан RWR и лансирним шинама нулте дужине за ракете.[93][97]
- Хок 108 - Извозна је варијанта, за ваздухопловство Малезије. Опремљен је са BAE скај гардијан RWR и лансирним шинама нулте дужине за ракете. Испорука је реализована јануара 1994. до септембра 1995. године.[93][98]
- Хок 109 - Извозна је варијанта, за Индонежанско ваздухопловство.[99]
- Хок 115 - Извозна је варијанта, за Канадске оружане снаге, обележен је CT-155 хок у канадској оперативној употреби.[99]
- Хок 129 - Извозна је варијанта, за Бахреин.[99]

### Хок 120/LIFT
Хок 120/LIFT (енгл. Lead-In Fighter Trainer) је варијанта, за прелазну борбену обуку, изабрана је од Јужноафриког ваздухопловства у децембру 1999. године. Код ове варијанте се користи мотор Адур 951. Варијанта авиона Хок 120/LIFT се користи и у Астралијском ратном ваздухопловству. Ова нова генерација „хока“ (120, 127 и 128), поседује ново крило, предњи и централни део трупа, вертикални и хоризонтални реп. Авион има само 10% заједништва са првом варијантом авиона. Нове варијанте имају четири пута већи животни век од оригиналне (почетне).

### Хок 127
Аустралијско ваздухопловство је обезбедило 33 примерка авиона Хок 127/LIFT, у јуну 1997. године, од њих су 12 примерака произведени у Великој Британији, а 21 у Аустралији. Ова варијанта је такође са мотором Адур 871.

### Хок 128 (Хок T2)
Хок 128 је нови напредни авион за обуку за Британску морнарицу, укључује савремене приказиваче уместо класичних инструмената, а покреће га мотор Адур 951. Заснива на пројекту аустралијског Хока 127 и јужноафричког Хока 120.
Ову варијанту користе и саудијско и оманско ваздухопловство.

### Хок 132
Хок 132 је најновија извозна варијанта „хока“, а раније је била обележена као Mk. 115Y. BAE системс је испоручио 24 примерка Великој Британији до новембра 2009. године. Индија је увела у оперативну употребу Хок 132, први властити је произведен 14. августа 2008. године. Ови авиони су такође опремљени са мотором Адур мк 871.

### Хок 165
Хок 165 је извозна варијанта по захтеву Саудијског ваздухопловства. Сви купљени, 22 примерка авиона произведени су у Великој Британији од стране BAE системс.

### Хок 200
Хавк 200 је једносед, лаки вишенаменски ловац са акцентом на противваздухопловну одбрану, против транспортне, јуришне и хеликоптерске авијације. Малог је долета, за блиску ваздушну подршку и нападе ваздух-земља. Корисници ових авиона су Индонезија, Малезија и Оман. Брунеј је такође заинтересован за куповину ове варијанте авиона.
- Хок 203 - Извозна је варијанта, за Оман.
- Хок 205 - Предложена је варијанта, верзија за Саудијско ваздухопловство.
- Хок 208 - Извозна је варијанта, за Малезијско ваздухопловство.
- Хок 209 - Извозна је варијанта, за Индонежанско ваздухопловство.

### Т-45 гошек
Т-45 гошек је водећи врхунски авион, развијен је од Хока 60 за Америчку морнарицу, за употребу у обуци на носачима авиона.

## Корисници

### Тренутни
| Аустралија - 76. ескадрила/№ 78. пук, у бази Вилијамтон. - 79. ескадрила/№ 78. пук, у бази Пирц. Бахреин - 5. ескадрила, у бази Шеик Иса. Канада - 2. Канадски школски центар - 419. школско-тренажна ескадрила / 4. пук. Финска - 41. борбена ескадрила. - Акробатска група финског ваздухопловства. Индија - Индијско ваздухопловство. - Индијска морнарица. Индонезија - 1. ескадрила - 12. ескадрила „Црни пантери“. - 15 ескадрила / 3. пук. Кувајт - 12. школско ескадрила. Малезија - 6. ескадрила - 9. ескадрила - 15. ескадрила „Пантери“. | Оман - 6. ескадрила Јужна Кореја - 216. школска ескадрила. Саудијска Арабија - 21. ескадрила / 7. пук - 79. ескадрила / 7. пук - 88. ескадрила / 7. пук Јужна Африка - 85. војна пилотска школа Уједињено Краљевство - 4. школско тренажни центар. - IV. ескадрила / 4. школско тренажни центар. - 208. ескадрила / 4. школско тренажни центар. - 100. ескадрила - Акробатска група Ред аровс (енгл. ). - Заједничко унапређивање ваздухопловне обуке и стандарда јединица (). - Центар ваздухопловне медицине британског ваздухопловства. - Морнаричка авијација. Уједињени Арапски Емирати - 63. напредна тренажна ескадрила. - 102. ескадрила. |

### Ранији
Кенија
- – 7 Хок 52, престала им је оперативна употреба,
 2012. године.

 Швајцарска
- – 20 Хок 66, повукли су их из оперативне употребе у 2002. године, од којих је 18 продато Финској у јуну 2007.

 Уједињено Краљевство
Били су у јединицама:
- 4. школско тренажни центар.
  - 74. ескадрила
  - 208. ескадрила
- 6. школско тренажни центар.
- 1. тактичка борбена јединица.
  - 79. ескадрила
  - 234. ескадрила
- 2. тактичка борбена јединица.
  - 63. ескадрила
  - 151. ескадрила
- 7. школско тренажни центар.
  - XIX. ескадрила
  - 92. ескадрила

## Карактеристике
| Упоредне карактеристике варијанти авиона BAE системс хок | Упоредне карактеристике варијанти авиона BAE системс хок | Упоредне карактеристике варијанти авиона BAE системс хок | Упоредне карактеристике варијанти авиона BAE системс хок |
| Параметри                                                | Хок T1                                                   | Хок 128                                                  | T-45C гошек                                              |
| -------------------------------------------------------- | -------------------------------------------------------- | -------------------------------------------------------- | -------------------------------------------------------- |
| Тип:                                                     | Обука и подршка                                          | Обука и подршка                                          | Обука                                                    |
| Дужина:                                                  | 11.85                                                    | 12,43 m                                                  | 11,97 m                                                  |
| Размах крила:                                            | 9.39 m                                                   | 9,94 m                                                   | 9,39 m                                                   |
| Површина крила:                                          | 16.7 m²                                                  | 16,7 m²                                                  | 16,7 m²                                                  |
| Виткост крила:                                           | 5,82                                                     | 5,57                                                     | 5,82                                                     |
| Специфично оптерећење крила:                             |                                                          | - Минимално: 274 kg/m² - Максимално: 545 kg/m²           | - minimal: 255 kg/m² - maximal: 383 kg/m²                |
| Висина:                                                  | 4 m                                                      | 3,98 m                                                   | 4,09 m                                                   |
| Маса празног:                                            | 3.647 kg                                                 | 4.480 kg                                                 | 4.263 kg                                                 |
| Максимална маса:                                         | 8.340 kg                                                 | 9.100 kg                                                 | 6.387 kg                                                 |
| Максимална брзина (висина H):                            | 1.037 km/h (М = 0,85) (H-опт                             | 1.028 km/h (М = 0,85) (H-опт)                            | - 1.006 km/h (H = 2.500 m) - 922 km/h (H = 9.150 m)      |
| Брзина крстарења:                                        |                                                          | 1.019 km/h (на нивоу мора)                               | –                                                        |
| Плафон лета:                                             | 15.240 m                                                 | 13.565 m                                                 | 12.955 m                                                 |
| Максимални успон:                                        |                                                          | 2.834 m/min                                              | 2.128 m/min                                              |
| Радијус (без / са спољ. рез.):                           |                                                          | - 583 km - 925 km                                        | –                                                        |
| Долет:                                                   | 2.400 km                                                 | 2.584 km                                                 | 1.850 km                                                 |
| Макс. спољна носивост:                                   |                                                          | 3.085 kg                                                 | –                                                        |
| Погон, један мотор:                                      | Адур Mk.151-01/02                                        | Адур Mk. 951                                             | F405-PR-401                                              |
| Потисак:                                                 | 25,1 kN                                                  | 28,89 kN                                                 | 25,98 kN                                                 |
| Однаос потисак / маса:                                   |                                                          | - Максимум: 0,65 - Минимум: 0,32                         | - Максимум: 0,62 - Минимум: 0,41                         |

Опремање
| Опремање авиона BAE системс хок, по корисницима. | Опремање авиона BAE системс хок, по корисницима. | Опремање авиона BAE системс хок, по корисницима. | Опремање авиона BAE системс хок, по корисницима. | Опремање авиона BAE системс хок, по корисницима. | Опремање авиона BAE системс хок, по корисницима. |
| Држава                                           | Ракете ваздух-ваздух AIM-9M сајдвиндер           | Електронско ратовање и сензори AN/APG-66         | Ракете ваздух-земља AGM-65D маверик              | Мотор                                            | Мотор                                            |
| Држава                                           | Ракете ваздух-ваздух AIM-9M сајдвиндер           | Електронско ратовање и сензори AN/APG-66         | Ракете ваздух-земља AGM-65D маверик              | Адур 871                                         | Адур 951                                         |
| ------------------------------------------------ | ------------------------------------------------ | ------------------------------------------------ | ------------------------------------------------ | ------------------------------------------------ | ------------------------------------------------ |
| Аустралија                                       | Урађено                                          | –                                                | –                                                | Урађено                                          | –                                                |
| Бахреин                                          | Урађено                                          | –                                                | –                                                | –                                                | Урађено                                          |
| Брунеј                                           | –                                                | –                                                | –                                                | Урађено                                          | –                                                |
| Канада                                           | Урађено                                          | –                                                | –                                                | Урађено                                          | –                                                |
| Финска                                           | –                                                | –                                                | –                                                | Урађено                                          | –                                                |
| Индија                                           | –                                                | –                                                | –                                                | Урађено                                          | –                                                |
| Индонезија                                       | –                                                | Урађено                                          | –                                                | Урађено                                          | –                                                |
| Кенија                                           | –                                                | –                                                | –                                                | Урађено                                          | –                                                |
| Кувајт                                           | Урађено                                          | –                                                | –                                                | Урађено                                          | –                                                |
| Малезија                                         | Урађено                                          | Урађено                                          | –                                                | Урађено                                          | –                                                |
| Оман                                             | Урађено                                          | Урађено                                          | –                                                | Урађено                                          | –                                                |
| Саудијска Арабија                                | Урађено                                          | –                                                | –                                                | Урађено                                          | –                                                |
| Јужна Африка                                     | –                                                | –                                                | –                                                | Урађено                                          | –                                                |
| Јужна Кореја                                     | Урађено                                          | –                                                | Урађено                                          | Урађено                                          | –                                                |
| Швајцарска                                       | –                                                | –                                                | –                                                | Урађено                                          | –                                                |
| Уједињени Арапски Емирати                        | Урађено                                          | –                                                | Урађено                                          | Урађено                                          | –                                                |
| Уједињено Краљевство                             | Урађено                                          | –                                                | Урађено                                          | Урађено                                          | Урађено                                          |
| САД                                              | Урађено                                          | Урађено                                          | Урађено                                          | –                                                | –                                                |
| Зимбабве                                         | –                                                | –                                                | –                                                | Урађено                                          | –                                                |

## Табеларни преглед укупног броја произведених авиона „хок“ (до 2012.)
| Укупно произведено примерака авиона BAE системс хок (до 2012.) | Укупно произведено примерака авиона BAE системс хок (до 2012.) | Укупно произведено примерака авиона BAE системс хок (до 2012.) |
| Корисник                                                       | Број примерака                                                 | Варијанта                                                      |
| -------------------------------------------------------------- | -------------------------------------------------------------- | -------------------------------------------------------------- |
| Уједињено Краљевство                                           | 176                                                            | Хок T1                                                         |
| Уједињено Краљевство                                           | –                                                              | 88 наоружани AIM-9L сајдвиндер, Хок T1A.                       |
| Финска                                                         | 50                                                             | Хок 50, подршка / друге способности.                           |
| Финска                                                         | 7                                                              | Хок 51, побољшан Хок 50.                                       |
| Кенија                                                         | 12                                                             | Хок 52, са кочним падобраном.                                  |
| Индонезија                                                     | 20                                                             | Хок 53                                                         |
| Зимбабве                                                       | 8                                                              | Хок 60                                                         |
| Зимбабве                                                       | 5                                                              | Хок 60A, побољшан Хок 60.                                      |
| Уједињени Арапски Емирати                                      | 8                                                              | Хок 61, подршка / друге способности.                           |
| Венецуела                                                      | –                                                              | Хок 62, предложени.                                            |
| Абу Даби                                                       | 16                                                             | Хок 63                                                         |
| Абу Даби                                                       | –                                                              | Хок 63A, са новим мотором и модификованим крилом.              |
| Абу Даби                                                       | 5                                                              | Хок 63C, слично Хоку 63А.                                      |
| Кувајт                                                         | 12                                                             | Хок 64, са четири AIM-9L сајдвиндера.                          |
| Саудијска Арабија                                              | 30                                                             | Хок 65                                                         |
| Саудијска Арабија                                              | 20                                                             | Хок 65A, са побољшаним мотором и крилом.                       |
| Швајцарска                                                     | 20                                                             | Хок 66                                                         |
| Јужна Кореја                                                   | 20                                                             | Хок 67                                                         |
| Абу Даби                                                       | 18                                                             | Хок 102                                                        |
| Оман                                                           | 4                                                              | Хок 103                                                        |
| Малезија                                                       | 10                                                             | Хок 108                                                        |
| Индонезија                                                     | 8                                                              | Хок 109                                                        |
| Канада                                                         | 21                                                             | Хок 115, за канадски међународни програм обуке.                |
| Аустралија                                                     | 33                                                             | Хок 127, са напредном кабином.                                 |
| Бахреин                                                        | 6                                                              | Хок 127                                                        |
| Уједињено Краљевство                                           | 28                                                             | Хок 128, (Хок T2).                                             |
| Индија                                                         | 66                                                             | Хок AJT                                                        |
| Оман                                                           | 12                                                             | Хок 203, једносед (Хок 200).                                   |
| Малезија                                                       | 18                                                             | Хок 208, једносед (Хок 200).                                   |
| Индонезија                                                     | 32                                                             | Хок 209, једносед (Хок 200).                                   |
| Укупно обележених „хок“:                                       | 665                                                            | 665                                                            |
| Укупно обележених „Т-45 гошек“:                                | 206                                                            | 206                                                            |
| Укупно произведено:                                            | 871 примерака.                                                 | 871 примерака.                                                 |